# 수원시 무
수원시 무는 대한민국의 국회의원 선거구이다. 경기도 수원시 권선구의 일부와 영통구의 일부를 관할한다. 현직 국회의원은 더불어민주당 염태영이다.

## 역사
제20대 국회의원 선거를 앞두고 수원시 을과 수원시 정의 일부 지역을 편입하여 신설되었다.
제22대 국회의원 선거를 앞두고 권서구 세류1동을 수원시 병 선거구로 넘겼다.

## 관할 구역
| 대수  | 관할 구역 |
| ----- | --- |
| 20대  | 수원시 권선구 세류1동, 세류2동, 세류3동, 권선1동, 권선2동, 곡선동 수원시 영통구 영통2동, 태장동                    |
| 21대  | 수원시 권선구 세류1동, 세류2동, 세류3동, 권선1동, 권선2동, 곡선동 수원시 영통구 영통2동, 영통3동, 망포1동, 망포2동 |
| 22대~ | 수원시 권선구 세류2동, 세류3동, 권선1동, 권선2동, 곡선동 수원시 영통구 영통2동, 영통3동, 망포1동, 망포2동          |

## 역대 국회의원
| 선거   | 정당 | 정당         | 의원   |
| ------ | ---- | ------------ | ------ |
| 2016년 |      | 더불어민주당 | 김진표 |
| 2020년 |      | 더불어민주당 | 김진표 |
| 2024년 |      | 더불어민주당 | 염태영 |

## 역대 선거 결과

### 대한민국 제20대 국회의원 선거
|  | 51.48% |

|  | 36.04% |

|  | 11.14% |

|  | 1.33% |

### 대한민국 제21대 국회의원 선거
|  | 55.21% |

|  | 38.24% |

|  | 5.82% |

|  | 0.71% |

### 대한민국 제22대 국회의원 선거
|  | 59.00% |

|  | 40.99% |